# Amrak
Ašhina Anluo (sogdijsko wmn’ x’γ’n, tradicionalno kitajsko 阿史那庵邏, enostavno 阿史那庵逻) je bil peti kagan Prvega turškega kaganata, * ni znano, 
† ni znano. 
Vladal je v 6. stoletju. Njegov vladarski naslov v kitajskih virih ni omenjen.

## Vladanje
Ustoličen je bil po očetovi smrti leta 581, vendar se je njegov bratranec Talopien, sin Mukan kagana temu kmalu uprl in trdil, da je Taspar naslov namenil njemu. Drugi bratranec Šetu, sin Isik kagana, je podprl Amraka. Amrak, ki je bil najšibkejši od treh kandidatov, je popustil in se odpovedal svojemu naslovu v korist Šetuja. Šetu, z vladarskim naslovom Išbara kagan, je Amraka razglasil za manjšega kagana v dolini reke Tul, zdaj v Mongoliji. 